# Андрос, Олег Евгеньевич
Олег Евгеньевич Андрос (укр. Олег Євгенійович Андрос, род. 8 декабря 1985, Киев) — украинский писатель, кандидат политических наук, основатель группы Androsland, автор публицистических статей в защиту природы, автор-исполнитель собственных песен. Общественный и политический деятель, участник АТО.

## Биография
Олег Андрос родился 8 декабря 1985 в Киеве. Сын украинского учёного, кандидата философских наук Евгения Ивановича Андроса.
Высшее образование получил в 2007 году в Киевском национальном университете имени Тараса Шевченко, квалификация — политических наук, преподаватель философских и социально-политических дисциплин. В 2011 году получил научную степень кандидата политических наук по специальности «политические институты и процессы», тема диссертации — «Экологические движения в современном политическом процессе».
В 2011-2012 годах — старший преподаватель кафедры экологии факультета естественных наук Национального университета «Киево-Могилянская академия». Работал в 2011-2020 годах преподавателем дисциплин по экологической политике в Государственной экологической академии последипломного образования и управления. Имеет научные публикации в области экологической политики, исследований энвайронментализма, монографию «Экологические движения в современном политическом процессе» (2012).
В 2015 году принял участие в антитеррористической операции на территории Донецкой области, имеет статус участника боевых действий, награждён в 2015 году нагрудным знаком «Участник АТО».
Имеет художественные публикации в таких жанрах как научная фантастика, фэнтези, публицистика, в журналах «Украинский фантастический обозреватель», «Стена», «Реальность фантастики» (Украина), «Метаморфозы» (Белоруссия), литературный альманах «Соты» (Украина). Автор художественных книг «Территория Духа» (в соавторстве с Ангелиной Яр, 2008), «Здесь побывали люди» (2009).
Воспоминания Олега под названием «Жатва накануне Самайна» вошли в 2024 году в краткие списки Конкурса военной короткой прозы от издательства «Белка» в номинации «Мемуары».
Вторая часть воспоминаний автора о российском вторжении, «Зарисовки из „полномасштабки“», вошла в анонсированную в 2024 году вторую Антологию современной прозы выпускников Litosvita.
Третья часть мемуаров Олега, наряду с эссе «Семь лет исторической войны і отказ от инфантилизма», вошла в список победителей конкурса военной литературы «4.5.0.», организованного Международным фондом «Возрождение» вместе с «Издательством Старого Льва».
Увлекается художественным фото, организатор персональных фотовыставок и участник коллективных выставок.
Занимается журналистской деятельностью. Является основателем студийного проекта и рок-группы «Androsland» (с 2011 года). Участник ряда гражданских кампаний в защиту природы.
С начала полномасштабной российско-украинской войны служит в Вооруженных Силах Украины, в частности был офицером 72 омбр. По материалам своих фронтовых фото Олег устроил в Киеве три фотовыставки в 2022 и 2023-2024 годах.
Олег является членом Национального союза фотохудожников Украины.

## Литературное творчество
«Здесь побывали люди» — дебютный сборник рассказов написан в жанрах «сатирическая и социальная проза», «мистика» и «фантастика». Автор характеризует некоторые сюжеты рассказов следующим образом: «Эльфы, мужественно идущие к цели, но встречающие на своём пути человеческое племя. Осаждённый врагами город начала XXI века и девушка-призрак, исчезающая где-то вдали за окном». Эксперименты Олега охватывают фэнтези, киберпанк, мистику, юмореску, репортаж. Сборник содержит 11 произведений, в которых прослеживается сквозная тема — к чему стремятся люди и человечество в целом (к золоту, или наслаждениям, которые покупаются за него, или же просто жить в мире с собой и окружающей средой). Презентация книги состоялась на киевском конвенте «Дивосвит фантастики» в 2012 году, а также в киевской Молодёжной библиотеке «Молодая гвардия» в 2015 году.
«Территория Духа» — сатирико-фэнтезийный роман Ангелины Яр и Олега Андроса. Является первым в украинской литературе художественным описанием сопротивления застройке зелёных зон Киева. Одно из первых природоохранных произведений в постсоветской украинской литературе . Книга переиздавалась четыре раза в Украине (на русском языке — в 2008, 2009, 2010 годах; на украинском — в 2013 году).
Повесть была написана в 2008 году двумя киевскими журналистами, ставшими свидетелями и участниками радикальной борьбы гражданского общества с варварской застройкой столицы. Повесть основывается на реальных событиях, происходивших в период после Оранжевой революции в Киеве. Рассказ о защите Пейзажной аллеи, склонов Днепра у Аскольдовой могилы, «горячих точек» на Лесном массиве, многие другие истории сплетаются в одну сюжетную канву. Наконец читателя ждёт неожиданно фантастический финал. Присутствует в произведении и жёсткая сатира на современников, большинство из которых либо списаны с натуры, либо обобщены образами тех персоналий, которые имеют отношение к охране природы или застройке городов.

## Избранная дискография (в составе AndrosLand)
- All power to imagination (LP) (2012) [35]
- Прості чари (LP) (2016) [36]
- Зона призначення (EP) (2018) [37]

## Публикации

### Монографии
- Андрос О. Є. Екологістські рухи в сучасному політичному процесі: монографія. — Київ: Стилос, 2012. — 206 с. ISBN 978-966-2399-14-1[38]

Монография посвящена анализу идеологической основы и процессов институционализации экологических (природоохранных) движений в XX—XXI веках.

### Методические материалы
- Василюк О. В[укр.], Андрос О. Є. та ін. Ваш перший контакт з журналістами і чиновниками (методичний посібник для Дружин охорони природи[укр.] та інших молодіжних природоохоронних організацій). Випуск 1. — Київ, НЕЦУ[укр.], 2010. — 80 с.[39]
- Василюк Олексій[укр.], Андрос Олег, Борисенко Катерина, Парнікоза Іван. Охорона природи у місті. Теорія, практичні поради, методичні рекомендації, менеджмент. Видання 2, виправлене і доповнене. Під редакцією Наталі Атамась. Київ, самвидав, 2009. Автор розділу «Громадські слухання»[40].